# 슬룻 디지털 코딩 시스템
슬룻 디지털 코딩 시스템(Sloot Digital Coding System)은 8킬로바이트의 데이터로 온전한 디지털 영상 파일을 저장할 수 있는 데이터 공유 기법으로, 2020년대 기준으로 사용 가능한 최상의 기술보다 더 높은 데이터 압축률을 보인다. 1995년, 네덜란드의 전기공학자인 롬케 얀 베른하르트 슬룻(Romke Jan Bernhard Sloot, 1945년 8월 27일 ~ 1999년 7월 11일)에 의해 개발된 것으로 주장된다. 슬룻은 1999년 7월 11일 심장 마비로 급사했으며 이는 자신의 발명을 판매할 계획이 결론에 이르기 불과 며칠 전 일이었다. 전체 소스 코드는 전혀 복구되지 않았으며 이 기법과 그 뒤로 복제되거나 확인이 된 적이 없다.

## 배경
슬룻은 세 자녀 중 막내로 태어났다. 학교 교장이었던 그의 아버지는 슬룻이 태어난 직후 가족을 떠났다. 슬룻은 네덜란드 기술 학교에 등록했지만 라디오 방송국에서 일하기 위해 일찍 자퇴했다.:20  슬룻은 의무 복무를 마친 후 그의 아내와 함께 위트레흐트에 정착했다.  그는 아인트호벤의 필립스에서 잠시 근무했다. 1년 반 만에 1978년에 이 직장을 그만두고 다음 직장인 흐로닝언의 오디오 및 비디오 상점에서 일을 시작했다. 몇 년 후 그는 니우에헤인으로 이사하여 텔레비전과 스테레오를 수리하는 회사를 시작했다.
1984년 슬룻은 필립스 P2000, 코모도어 64, IBM PC XT 및 IBM PC/AT와 같은 컴퓨터 기술에 집중하기 시작했다. 슬룻은 수행된 모든 수리에 대한 세부 정보가 포함된 데이터베이스를 갖춘 RepaBase라는 전국 수리 서비스 네트워크 아이디어를 개발했다. 이 개념은 기존 방법보다 훨씬 적은 공간을 필요로 하는 대체 데이터 저장 기술을 개발하려는 동기였다.

## 같이 보기
- 로스트 테크놀로지